# Menemerus depressus
Menemerus depressus là một loài nhện trong họ Salticidae.
Loài này thuộc chi Menemerus. Menemerus depressus được Pelegrin Franganillo-Balboa miêu tả năm 1930.